# Emek Lod
Le conseil régional d'Emek Lod, en hébreu : מועצה אזורית עמק לוד, est situé dans le district centre en Israël. Sa population s'élève, en 2016, à 14 738 habitants.

## Liste des communautés
Moshavim
- Ahi'ezer (en)
- Ganot (en)
- Hemed (en)
- Mishmar HaShiv'a (en)
- Nir Tzvi (en)
- Tzafria (en)
- Yagel (en)
- Zeitan (en)

Village
- Kfar-Habad

## Source de la traduction
- (en) Cet article est partiellement ou en totalité issu de l’article de Wikipédia en anglais intitulé « Emek Lod Regional Council » (voir la liste des auteurs).